# Yampupata
Yampupata est un village du département de La Paz en Bolivie située dans la province de Manco Kapac, dans la municipalité de Copacabana.